# Alseno
Alseno és un comune (municipi) de la província de Piacenza a la regió italiana d'Emília-Romanya, situat a uns 120 quilòmetres al nord-oest de Bolonya i uns 16 quilòmetres al sud-est de Pienza.
Alseno limita amb els municipis següents: Besenzone, Busseto, Castell'Arquato, Fidenza, Fiorenzuola d'Arda, Salsomaggiore Terme i Vernasca.